# Годли (Тексас)
Годли (енгл. Godley) град је у америчкој савезној држави Тексас. По попису становништва из 2010. у њему је живело 1.009 становника.

## Демографија
Према попису становништва из 2010. у граду је живело 1.009 становника, што је 130 (14,8%) становника више него 2000. године.
| Група             | 2000.       | 2010.       |
| Белци             | 777 (88,4%) | 903 (89,5%) |
| Афроамериканци    | 4 (0,5%)    | 5 (0,5%)    |
| Азијати           | 0 (0,0%)    | 2 (0,2%)    |
| Хиспаноамериканци | 89 (10,1%)  | 87 (8,6%)   |
| Укупно            | 879         | 1.009       |